# Sala Polivalent de Montbau
La Sala Polivalent de Montbau és un equipament sociocultural del barri de Montbau, al districte d'Horta-Guinardó, de Barcelona, on s'hi realitzen diverses activitats coordinades per l'Ajuntament de Barcelona i a proposta de les associacions del barri.

## Història
L'edifici va ser en el seu origen el gimnàs de l'escola del barri, situada al costat, i que actualment està ocupada per la Biblioteca Montbau-Albert Pérez Baró. L'edifici del gimnàs quedà en desús, fins que el 2011 l'Ajuntament de Barcelona hi realitzà obres de rehabilitació, creant el 'Casal de Montbau', i cedí la seva gestió a les associacions del barri, que inicialment eren: l'Associació de Veïns i Veïnes de Montbau, l'Associació Excursionista d'Etnografia i Folklore, i l'Associació Musical Big Band de Montbau. El 2017 l'ajuntament, en coordinació amb aquestes associacions, va assumir la gestió de la sala, que va passar a anomenar-se 'Sala Polivalent de Montbau'.

## Activitats
S'hi desenvolupen activitats a iniciativa de l'ajuntament: conferències, teatre, concerts i tallers, així com proposades per les associacions del barri: cicle de concerts de jazz (Jazz al Gimnazz) organitzat per l'Associació Musical Big Band de Montbau; concerts organitzats per l'AEEF de Montbau; 'Música pels joves amb càncer' organitzat per l'AFANOC; el Montbau Market, un mercadet solidari nadalenc organitzat per les famílies i escoles del barri de Montbau per contribuir amb La Marató de TV3. Des del 2018 també s'hi celebren les sessions del Consell de Barri de Montbau.